# 11132 Horne
11132 Horne este un asteroid din centura principală de asteroizi.

## Descriere
11132 Horne este un asteroid din centura principală de asteroizi. A fost descoperit pe 17 noiembrie 1996 la Sudbury de Dennis di Cicco. El prezintă o orbită caracterizată de o semiaxă mare de 3,14 ua, o excentricitate de 0,11 și o înclinație de 4,2° în raport cu ecliptica.